# زنگ بزن پلیس
«زنگ بزن پلیس» (انگلیسی: Call the Police) تک آهنگی از الکساندرا استن، آنتونیا یاکوبسکو و اینا می‌باشد.